# Ani Zamba Chozom
Ani Zamba Chozom (Inglaterra, 1948) foi uma das primeiras mulheres ocidentais a receber ordenação completa de monja budista. Nascida da Inglaterra em 1948, quando adolescente sofreu uma grave doença que despertou um forte desejo de dedicar sua vida ao benefício dos outros. Em busca pelas respostas para a confusão em sua vida, nos anos 1960 viajou para a Índia, encontrou o budismo e desde então percorreu muitos países e praticou sob diferentes tradições. Recebeu treinamento e conviveu com alguns dos mestres do budismo tibetano mais reverenciados do nosso tempo como Khamtrul Rinpoche, Thinley Norbu Rinpoche, Dudjom Rinpoche, Dilgo Khyentse Rinpoche, Chagdud Tulku Rinpoche, Lama Wangdur e Dzongsar Khyentse Rinpoche assim como mestres de outras linhagens budistas . Hoje ela vive principalmente no Brasil, onde seus ensinamentos práticos, enraizados na simplicidade do Dzogchen e na observação direta da natureza da mente, são fonte de inspiração para muitos budistas e não-budistas . 